# Pierre van Hooven

Pierre van Hooven (2015)

Pierre van Hooven (bürgerlich Pierre Kastner; * 13. Oktober 1982 in München) ist ein deutscher DJ und Moderator aus Regensburg. „Van Hooven“ ist ein Künstlerpseudonym, Pierre ist der bürgerliche Vorname. Er übernahm den Familiennamen des ehemaligen Chefredakteurs Jörg van Hooven von München TV bei einem Vorstellungsgespräch beim Sender.

## Leben
Pierre van Hooven stammt aus München, wo seine Eltern und die Schwester leben.

### Hörfunk
Bereits als 14-Jähriger arbeitete er bei einem Münchner Radiosender als Moderator einer Kindersendung. Nach abgeschlossener Realschule war er als freier Mitarbeiter bei Radio Gong 96,3 tätig und ging 2001 nach Regensburg, wo er beim Funkhaus Regensburg ein Volontariat ableistete.
Van Hooven war bisher bei den süddeutschen Hörfunksendern Radio Feierwerk, Radio Gong 96,3, Energy München, Radio Galaxy und seit 2009 bei Gong FM tätig. Bei Radio Feierwerk moderierte er die PrimeTime, bei Radio Galaxy unter anderem die MorningShow als Sidekick. Nachdem er seine eigene Sendung Sonntags-WG bei Gong FM mit Christian Lang nach vier Jahren beendete, ist er nun regelmäßig von Montag bis Freitag zwischen 17 und 20 Uhr am Mikrofon des Regensburger Senders zu hören. In seiner Radioshow geht es um das Partyleben, zusätzlich gibt es teils selbst produzierte Mashups.

### Fernsehen
Im Fernsehen war er 2006 als Reporter bei München TV im Einsatz. Seit 2015 moderiert er mit Meike Fabian von der Regensburger Dult die Online-Show Dult-TV, die bis zu 2.000 Zuschauer hat. Seit Frühjahr 2015 hat er auch seine eigene Rubrik in der TV-Show Willkommen im Club beim Sender TVA. Hier erzählt er über anstehende Events und Partyhighlights.

### DJing
Als DJ legt er seit 1999 auf diversen Festivals auf, 2012 auch beim „Politik-Oktoberfest“ in Berlin, das von der Vertretung der Bayerischen Staatsregierung veranstaltet wurde. Als Tour-DJ von DSDS-Kandidat Daniele Negroni wurde er 2013 einem großen Publikum deutschlandweit bekannt. 2015 und 2018 war er als DJ/MC bei der Farbgefühle-Deutschlandtour gebucht. Am 4. September 2015 eröffnete er in Regensburg einen eigenen Disco-Club namens Weekend, der später wieder geschlossen wurde.
Am 5. August 2016 kam seine erste Single Bad Boys auf den Markt, die er zusammen mit Christavo produzierte. Am 21. Juni 2019 wurde seine zweite Single Summer Love veröffentlicht, die er zusammen mit DJ Sriqq produzierte. 2020 kam der Titel Laid Back des Duos heraus.

## Podcast
Von Dezember 2020 bis November 2021 war er als Host der ChaosWG in einem wöchentlichen Talkformat zu hören, regelmäßig auch mit prominenten Gästen. Seit Februar erscheint 14-täglich sein neuer Podcast "33 Minuten". Darin unterhält er sich 33 Minuten mit einem Gast. Exakt nach 33 Minuten endet der Podcast, egal ob das Gespräch zu Ende ist, oder noch im vollen Gange ist. Diese Podcast ist auf den gängigen Streaming-Plattformen erhältlich sowie donnerstags nach dem Erscheinen ab 22 Uhr auf Gong FM hörbar.